# Biotex

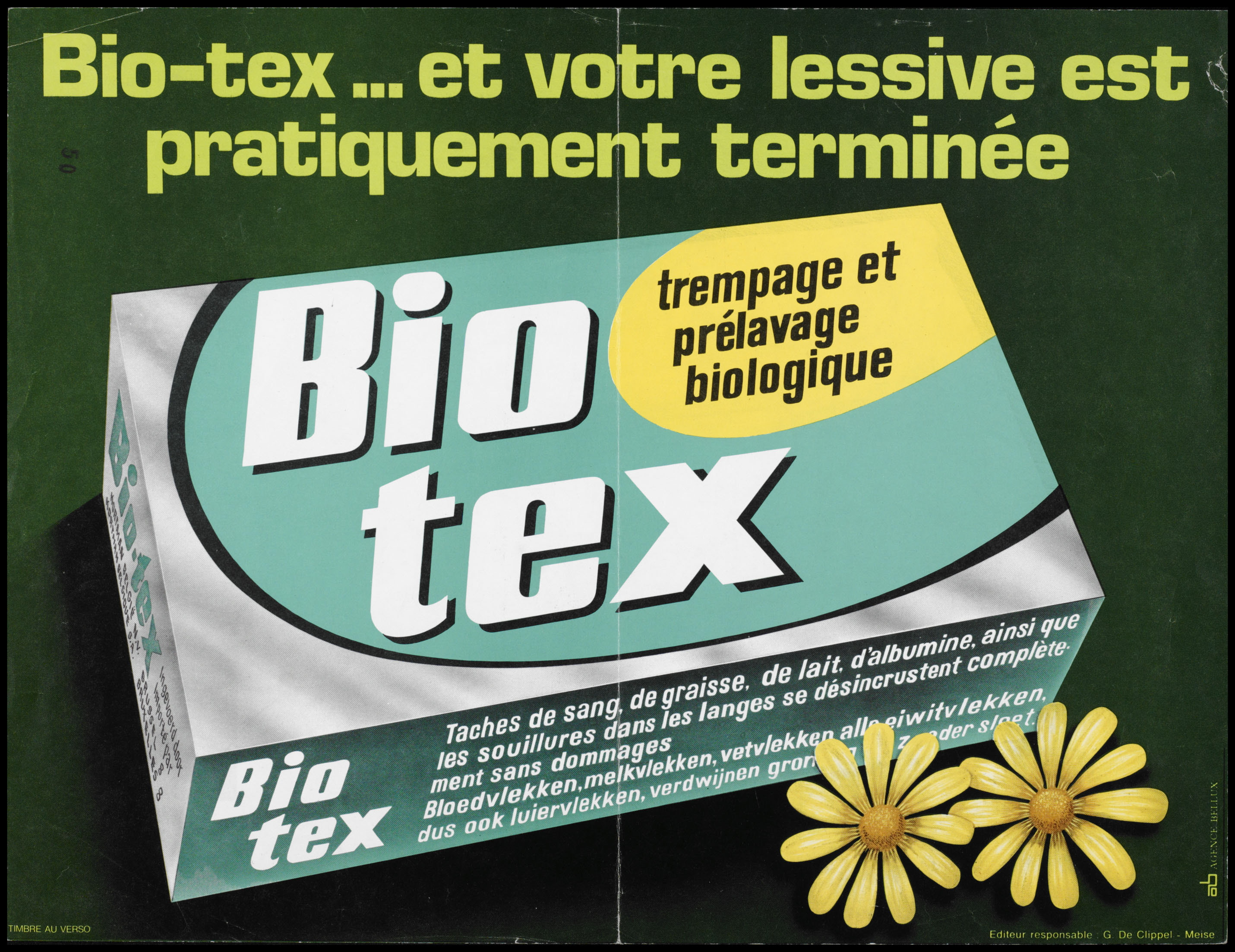
Belgische Biotex-advertentie

Biotex is een wasmiddelmerk van Unilever. Voor 2009 was het onder meer bezit van Sara Lee.
De bekendste producten die onder het Biotex-label verkocht worden zijn het inweekmiddel Biotex Groen en het voorwasmiddel Biotex Blauw. Deze twee producten zijn in 1963 voor het eerst op de markt gebracht door de firma Kortman & Schulte. Destijds was Biotex een revolutionair product vanwege de toepassing van een biologisch enzymencomplex voor het afbreken van vet-, eiwit- en zetmeelvlekken. De huidige enzymen in Biotex Groen zijn subtilisine, lipase, amylase, mannanase (bèta-mannosidase).
Biotex werd aanvankelijk in een speciaal hiervoor gebouwde fabriek in Overschie geproduceerd. Nadat Kortman & Schulte was opgekocht door Koninklijke Zout Organon en dit bedrijf in 1969 met de Algemene Kunstzijde Unie tot AKZO was gefuseerd, werd Biotex geproduceerd in de voormalige Dobbelman-fabriek in de Nijmeegse wijk Bottendaal.
In de jaren 1970 werd in Nederland de marketing van Biotex ondersteund met 45-toerensingles, waarop verhalen stonden waarin het pakje Biotex spannende avonturen beleefde.